# Manabu Koga
Manabu Koga (古賀学?, Koga Manabu; 5 aprile 1935 – 18 maggio 1974) è stato un nuotatore giapponese.

## Carriera
Ha partecipato alle Olimpiadi di Melbourne 1956, gareggiando nei 100m e nella Staffetta 4x200m sl.
Ai III Giochi asiatici, ha vinto 2 ori, rispettivamente nei 100m sl e nella Staffetta mista 4x100m.